# 蘇菲亞·艾瑟迪
蘇菲亞·艾瑟迪（法語：Sofia Essaïdi，1984年8月6日—）是法國-摩洛哥女歌手、演員。出於摩洛哥卡薩布蘭加。

## 歷年作品

### 電影
- 2005--《Iznogoud》
- 2012--《La Clinique de l'amoura》
- 2014--《厄夜救援》Mea Culpa
- 2022--《藥物過量》Overdose
- 2022--《Nostalgia》

## 外部連結
- 蘇菲亞·艾瑟迪在互联网电影资料库（IMDb）上的資料（英文）
- Sofia-Web.com （页面存档备份，存于）